# Acer crassum
Acer crassum là một loài thực vật có hoa trong họ Bồ hòn. Loài này được Hu & W.C.Cheng mô tả khoa học đầu tiên năm 1948.